# Zbigniew Maziej
Zbigniew Maziej (ur. 9 maja 1930 w Oleszowie, zm. 7 stycznia 2021 w Szczecinie) – generał brygady Wojska Polskiego.

## Życiorys
Do 1939 skończył szkołę podstawową w Oleszowie, a do 1945 6 klas średniej szkoły kolejowej w Stanisławowie. Po zmianie granic polsko-sowieckich przeniósł się do Kędzierzyna, a w 1947 do Opola, gdzie w 1950 ukończył liceum handlowe. Po maturze pracował krótko w zakładach azotowych w Kędzierzynie, po czym został wcielony do Wojska Polskiego. 
Od 25 listopada 1952 sierżant i dowódca plutonu czołgów w 2 Sudeckim pułku czołgów w Opolu. 1954–1957 studiował w Akademii Sztabu Generalnego WP w Rembertowie, po czym został porucznikiem, a niemal natychmiast potem kapitanem. 1957–1960 pomocnik i starszy pomocnik szefa sztabu 13 pułku czołgów średnich w Opolu, 1960–1964 pomocnik i starszy pomocnik szefa wydziału 2 Dywizji Zmechanizowanej w Nysie, od 1963 w stopniu majora. 1960-1966 studiował ekonomię w Katowicach. Od stycznia 1965 szef sztabu 10 pułku czołgów średnich w Opolu, jesienią 1966 mianowany podpułkownikiem i dowódcą tego pułku. 28 V 1968 zaliczony do Bohaterów Czasu Pokoju po zorganizowaniu pokazu forsowania przeszkody wodnej przez czołgi po dnie w nocy dla Śląskiego Okręgu Wojskowego. Od 1968 do 1970 studiował w Akademii Sztabu Generalnego Sił Zbrojnych ZSRR im. K. Woroszyłowa w Moskwie. Od jesieni 1971 pułkownik i zastępca dowódcy ds. liniowych, a od marca 1973 dowódca 5 Saskiej Dywizji Pancernej w Gubinie. W październiku 1976 mianowany generałem brygady; nominację wręczył mu w Belwederze I sekretarz KC PZPR Edward Gierek. W latach 1976–1987 był zastępcą dowódcy Pomorskiego Okręgu Wojskowego ds. liniowych w Bydgoszczy, a w latach 1976–1980 radnym Wojewódzkiej Rady Narodowej w Zielonej Górze. W latach 1987–1989 szef Wojewódzkiego Sztabu Wojskowego w Szczecinie i od 1988 dowódca garnizonu Szczecin. W 1989 przeszedł w stan spoczynku.

## Ordery i odznaczenia
- Order Sztandaru Pracy II klasy (1989)
- Krzyż Komandorski Orderu Odrodzenia Polski (1979)
- Krzyż Kawalerski Orderu Odrodzenia Polski (1972)
- Złoty Krzyż Zasługi (1967)
- Medal 30-lecia Polski Ludowej
- Medal 40-lecia Polski Ludowej
- Złoty Medal „Siły Zbrojne w Służbie Ojczyzny” (1972)
- Złoty Medal Za zasługi dla obronności kraju (1975)
- Złota Odznaka Za zasługi w ochronie porządku publicznego (1979)
- Medal jubileuszowy „60 lat Sił Zbrojnych ZSRR” (ZSRR) (1978)
- Medal „Za Umacnianie Braterstwa Broni” (ZSRR) (1980)
- Order Znak Chwały (ZSRR) (1973)
- Złoty Medal Braterstwa Broni NRD (Niemiecka Republika Demokratyczna) (1984)